# Pniwne
Pniwne (ukrainisch Пнівне; russisch Пневно/Pnewno, polnisch Pniewno) ist ein Dorf in der Westukraine in der Oblast Wolyn, Rajon Kamin-Kaschyrskyj etwa 22 Kilometer östlich des Rajonshauptortes Kamin-Kaschyrskyj und 105 Kilometer nördlich der Oblasthauptstadt Luzk westlich des Flüsschens Korostjanka (Коростянка) gelegen.
Am 12. Juni 2020 wurde das Dorf ein Teil neu gegründeten Stadtgemeinde Kamin-Kaschyrskyj; bis dahin bildete es zusammen mit den Dörfern Farnyky (Фаринки), Horodok (Городок), Sosniwka (Соснівка), Wolyzja (Волиця) und Wynimok (Винімок) die Landratsgemeinde Pniwne (Пнівненська сільська рада/Pniwnenska silska rada) im Osten des Rajons.

## Geschichte
Der Ort entstand im 16. Jahrhundert und gehörte bis 1793 in der Woiwodschaft Wolhynien zur Adelsrepublik Polen-Litauen. Mit den Teilungen Polens fiel der Ort an das Russische Reich und lag bis zum Ende des Ersten Weltkriegs im Gouvernement Minsk.
Nach dem Ersten Weltkrieg kam der Ort 1921 zu Polen (als Hauptort der Gmina Pniewno im Powiat Kamień Koszyrski, Woiwodschaft Polesien), zu Beginn des Zweiten Weltkriegs wurde er zwischen 1939 und 1941 von der Sowjetunion besetzt. Nach dem Überfall auf die Sowjetunion im Juni 1941 wurde er dann bis 1944 von Deutschland besetzt, dies gliederte den Ort in das Reichskommissariat Ukraine in den Generalbezirk Brest-Litowsk/Wolhynien-Podolien, Kreisgebiet Kamen Kaschirsk.
Nach dem Krieg wurde der Ort der Sowjetunion zugeschlagen. Dort kam das Dorf zur Ukrainischen SSR und seit 1991 ist es ein Teil der heutigen Ukraine.